# King's Quest VI
King's Quest VI, também conhecido como King's Quest VI: Heir Today, Gone Tomorrow, é um jogo de aventura gráfica de 1992 desenvolvido e publicado pela Sierra On-Line. King's Quest 6 foi escrito por Roberta Williams e Jane Jensen, sendo que é amplamente reconhecido como o ponto alto da série por seu filme de introdução gráfica em 3D (criado pela Kronos Digital Entertainment) e a dublagem profissional (o ator de Hollywood Robby Benson deu a voz ao Príncipe Alexander, o protagonista do jogo). King's Quest 6 foi programado no Creative Interpreter da Sierra (SCI) e foi o último jogo King's Quest a ser lançado em disquete. Uma versão em CD-ROM do jogo foi lançada em 1993, incluindo mais vozes de personagens, um filme de abertura ligeiramente diferente, além de arte e animação mais detalhadas.

## Jogabilidade
King's Quest VI é um jogo de aventura gráfica 2D com interface de apontar e clicar. O jogador recebe uma barra de ferramentas baseada em ícones na parte superior da tela com funções selecionáveis: caminhar, olhar (fornece uma descrição do narrador do objeto visado), ação e falar, respectivamente. Também inclui o inventário de itens (o último item selecionado pode ser escolhido imediatamente) e um menu de opções de jogo. Este é o segundo jogo da série a apresentar esta interface, que foi introduzida em seu antecessor, King's Quest V, como um novo recurso da versão SCI1 do mecanismo Creative Interpreter da Sierra. Os títulos anteriores da série apresentavam um analisador de texto onde os jogadores tinham que digitar comandos e ações em vez de selecioná-los na tela.
Basicamente, a jogabilidade envolve resolver quebra-cabeças. Isso inclui quebra-cabeças lógicos e interação com personagens por meio de diálogo ou uso de itens coletados. Um dos quebra-cabeças exige a consulta do manual "Guia da Terra das Ilhas Verdes", que acompanha o pacote do jogo. Além de fornecer informações adicionais sobre o cenário do jogo, este manual serve como parte da proteção contra pirataria do jogo. O jogador não conseguirá passar pelos quebra-cabeças dos Penhascos da Lógica (Cliffs of Logic) que guardam a Ilha da Montanha Sagrada sem as informações do livreto. O livreto também inclui um poema que codifica a solução de um dos quebra-cabeças do labirinto da ilha. Na edição relançada, o guia faz parte do manual lançado no CD do jogo.

## Enredo
King's Quest VI se passa quase inteiramente em um reino fictício chamado de "Land of the Green Isles" (Terra das Ilhas Verdes). O reino compreende várias ilhas e é descrito como estando em grande parte isolado do mundo exterior. O jogador pode viajar entre diferentes ilhas após obter um mapa mágico. O centro do reino é a Ilha da Coroa, que tem como tema as "Mil e Uma Noites". A Ilha das Maravilhas é inspirada em Alice no País das Maravilhas, e a Ilha da Montanha Sagrada é inspirada na mitologia clássica. A Ilha da Fera, inspirada em A Bela e a Fera, é densamente arborizada e repleta de barreiras mágicas. Existem também áreas ocultas adicionais, sendo que uma delas é habitada por uma tribo de druidas, enquanto outro dá ao jogador a opção de enfrentar a Morte. A cena de abertura do jogo mostra que o Príncipe Alexander é assombrado pelas memórias da Princesa Cassima, que ele conheceu no final de King's Quest V, quando ambos foram resgatados do mago Mordack. Depois de ter uma visão de Cassima no espelho mágico que seu pai adquiriu no primeiro King's Quest, ele navega para encontrá-la. No início do jogo ele naufraga na costa da Ilha da Coroa, onde descobre que o mago Abdul Alhazred (em homenagem ao autor do livro Necronomicon) assumiu o controle na ausência de Cassima e planeja forçá-la a casar com ele. Alexandre deve explorar a Terra das Ilhas Verdes para encontrar o que precisa para salvar Cassima.

### Zerações
Um aspecto significativo da história e da jogabilidade é a opção do jogador receber zerações diferentes com base nas escolhas feitas durante o jogo. No meio do jogo, o jogador tem a opção de seguir o caminho curto ou o caminho longo com mais quebra-cabeças e um final mais satisfatório. Ao completar qualquer caminho, o jogador recebe uma pista sobre quais escolhas teriam levado ao outro final. Os finais contêm muitas variáveis menores baseadas em tarefas opcionais. Quase metade das missões do jogo são opcionais, muitas têm múltiplas soluções e o design do mundo aberto permite aos jogadores escolher a ordem.

## Desenvolvimento
A criadora e designer de King's Quest, Roberta Williams, se encontrou pela primeira vez com a recém-chegada e co-designer da Sierra, Jane Jensen (que viria a criar a série Gabriel Knight) em maio de 1991 para discutir o design do próximo sexto título da série. Williams começou o trabalho preliminar em King's Quest VI em junho, criando a história básica e trabalhou ao lado de Jensen durante julho e agosto na elaboração de ideias de design. Após cinco meses, Williams e Jensen terminaram a documentação do projeto. Dois objetivos principais das escritoras eram manter o tom do jogo consistente com o de seus antecessores, ao mesmo tempo que o tornava um título distinto, e fazer com que os jogadores se conectassem emocionalmente com o jogo. Williams escreveu a história de amor do Príncipe Alexander e Cassima especificamente para gerar esse apego emocional.

## Recepção
Dragon deu ao jogo 5 de 5 estrelas, chamando-o de "um dos melhores jogos de aventura do mercado" e escrevendo que tem "enorme valor de repetição". Chuck Miller da Computer Gaming World afirmou que o número e a qualidade dos quebra-cabeças fizeram de King's Quest VI a primeira aventura da Sierra em que ele não perdeu o analisador de texto dos jogos mais antigos. A revista afirmou que embora os gráficos e o som fossem tão bons quanto outros jogos da Sierra, a animação era especialmente realista. Concluiu que o jogo era "o melhor dos jogos King's Quest lançado em Daventry, e a melhor aventura de Sierra até agora... [ele] tem todos os sinais de se tornar um clássico". A revista PC Format foi menos positiva, dando ao jogo uma pontuação de 72%. Ele gostou dos gráficos exuberantemente desenhados e do som agradável, mas não gostou do jogo pelo uso excessivo de morte súbita e por ser muito limitante. Barry Brenesal da PC Magazine escreveu: "A última sequência de King's Quest pode ser mais do mesmo, mas isso não é motivo de preocupação. Uma fórmula que está enraizada em nomes como Charles Perrault e os Irmãos Grimm não precisa de desculpa para seu tema. E com Sierra no comando do design, também não precisa de desculpas pelo seu tratamento". O editor da Electronic Games, Russ Ceccola, escreveu que o jogo "irá satisfazer totalmente os fãs da série, inspirando-os a um nível mais alto de criatividade com suas seções e elementos de enredo quase ocultos" e nomeou-o o "melhor" episódio da série. Escrevendo para Compute!, Scott A. May disse que o jogo equilibra a história para atrair todos os públicos e escreveu que "aqueles que amam a ação encontrarão muito para bombear sua adrenalina, mas não se deixarão desencorajar pelo lado gentil e romântico do jogo." O editor do Just Adventure, Adam Rodman, deu ao jogo uma nota 10.